# The Man in the High Castle (Fernsehserie)/Staffel 1
Die erste Staffel der US-amerikanischen Fernsehserie The Man in the High Castle besteht aus zehn Episoden und wurde bislang ausschließlich per Video-on-Demand veröffentlicht. Die erste Episode stellte Amazon Video am 15. Januar 2015 zum Abruf bereit, alle weiteren am 20. November desselben Jahres. Deutschsprachig ist die Staffel bei Amazon Video seit dem 18. Dezember 2015 verfügbar.

## Zusammenfassung
Japaner und Deutsche haben den Zweiten Weltkrieg gewonnen und die Welt unter sich aufgeteilt. Es kursieren Filme im Stil der Wochenschau, die eine alternative Realität zeigen, in der Deutschland und Japan besiegt wurden, und die von dem „Mann im Hohen Schloss“ stammen sollen. Sowohl die Widerstandsbewegung als auch Nazis und Japaner sind auf der Jagd nach diesen Filmen.
Juliana Crain wird ungewollt zum Mitglied des Widerstands und erhält dabei Unterstützung vom Nazi-Agenten Joe Blake. Julianas Freund Frank schließt sich ebenfalls dem Widerstand an und plant ein Attentat auf den japanischen Kronprinzen, das jedoch stattdessen von einem Scharfschützen der Nazis verübt wird. Währenddessen kommt SS-Obergruppenführer John Smith einer Verschwörung um SS-Oberstgruppenführer Heydrich auf die Spur: Eine Gruppe hochrangiger Nazis plant die Ermordung von Adolf Hitler, was Smith verhindert.
Im japanisch besetzten Teil Nordamerikas ermittelt Chief Inspector Kido gegen die Widerstandsbewegung, während Handelsminister Tagomi versucht, ein militärisches Gleichgewicht zwischen beiden Großmächten herzustellen, um so einen Dritten Weltkrieg zu verhindern.

## Episoden
| Nr. (ges.) | Nr. (St.) | Deutscher Titel                   | Originaltitel         | Regie            | Drehbuch                      | Länge  |
| --- | --------- | --------------------------------- | --------------------- | ---------------- | ----------------------------- | ------ |
| 1 | 1         | Die Neue Welt                     | The New World         | David Semel      | Frank Spotnitz                | 60 min |
| In den japanisch besetzten Pazifik-Staaten muss Juliana Crain mit ansehen, wie ihre Schwester Trudy von den Japanern ermordet wird. Sie erhält von ihr einen geheimnisvollen Film und findet heraus, dass dieser dem Widerstand übergeben werden soll. Sie reist mit dem Film in die Neutrale Zone zwischen Pazifik-Staaten und Nazi-Reich. Dort will sie herausfinden, was es mit dem Film und dem Mann im Hohen Schloss auf sich hat. Zeitgleich schließt sich Joe Blake im Nazi-Reich dem Widerstand an und soll einen Lkw in die Neutrale Zone fahren. Unterwegs findet er in seinem Lkw ebenfalls eine Filmrolle. In Cañon City trifft er Juliana Crain, die in einem Imbiss die Übergabe des Filmes erwartet. In der Schluss-Szene zeigt sich, dass Joe Blake als Nazi-Agent unter der Führung von SS-Obergruppenführer John Smith arbeitet. |           |                                   |                       |                  |                               |        |
| 2 | 2         | Die Plage der Heuschrecke         | Sunrise               | Daniel Percival  | Frank Spotnitz                | 60 min |
| SS-Standartenführer („Oberst“) Wegener kommt in den Pazifik-Staaten an und nimmt über Handelsminister Tagomi Kontakt zu den Japanern auf. Juliana wird von dem Imbissbetreiber Lemuel Washington als Kellnerin angestellt und lernt einen Mann kennen, den sie für ihren Kontaktmann zum Widerstand hält. Doch dieser ist Angehöriger des SD. Als er versucht, ihr den Film zu entwenden und sie zu töten, kommt ihr Joe zu Hilfe, wobei der Mann stirbt. SS-Obergruppenführer Smith entgeht in New York nur knapp einem Mordanschlag. Währenddessen gerät Julianas Freund Frank Frink ins Visier der Kempeitai, die von ihm Informationen verlangen. Zwar kommt er wieder frei, kann jedoch nicht verhindern, dass seine Schwester und deren Kinder vergast werden. |           |                                   |                       |                  |                               |        |
| 3 | 3         | Hoheitlicher Besuch               | The Illustrated Woman | Ken Olin         | Thomas Schnauz, Evan Wright   | 58 min |
| Nach dem Tod des SD-Mannes geraten Juliana und Joe ins Visier des Marshals, einem Kopfgeldjäger im Auftrag der Nazis. Dieser untersucht das Verschwinden des SD-Mannes und verdächtigt die beiden, damit etwas zu tun zu haben. Dann findet Juliana heraus, dass Lemuel Washington Angehöriger des Widerstandes in der Neutralen Zone ist. In San Francisco erfährt Frank von der Ermordung seiner Schwester und schwört Rache an den Japanern. Sein Plan ist es, einen Anschlag auf den japanischen Kronprinzen während dessen Besuchs in den Pazifikstaaten zu verüben. Währenddessen verhört SS-Obergruppenführer John Smith den Attentäter, der einen anderen SS-Mann als Informanten preisgibt. Dieser kann Smith jedoch überzeugen, dass das eine Lüge ist. |           |                                   |                       |                  |                               |        |
| 4 | 4         | Die Kunst des Lügens              | Revelations           | Michael Rymer    | Thomas Schnauz, Jace Richdale | 53 min |
| Juliana verlangt von Lemuel Washington, sie zum Mann im Hohen Schloss zu führen. Joe Blake erhält den Auftrag, diesen Mann bei dem Treffen zu töten. Doch bei dem vorgeblichen Treffen wird Joe von Lemuel als Nazi-Agent entlarvt. Es gelingt Joe und Juliana jedoch, Lemuel zu überzeugen, sie am Leben zu lassen. Sie kehren in die Stadt zurück und lassen den Marshal glauben, dass Juliana bei einem Verkehrsunfall verbrannt sei. Der Attentäter, der John Smith ermorden wollte, begeht in seiner Gefängniszelle Selbstmord. Frank besorgt sich bei dem Antiquitätenhändler Robert Childan Munition für seine Pistole und ist fest entschlossen, den Kronprinzen zu erschießen. Sein Arbeitskollege und Freund Ed McCarthy versucht, ihn von dem Plan abzubringen. Doch jemand anderes verübt den Anschlag. |           |                                   |                       |                  |                               |        |
| 5 | 5         | Nichts wird mehr sein, wie es war | The New Normal        | Bryan Spicer     | Rob Williams                  | 50 min |
| Nach dem Anschlag nimmt die Kempeitai unter Chief Inspector Kido alle ausländischen Gäste unter Arrest. Mit Hilfe von Handelsminister Tagomi gelingt es Wegener, dem Arrest zu entkommen und einen Mikrofilm an den japanischen Wissenschaftsminister zu übergeben. Während der Übergabe wird er von einem anderen Nazi-Offizier erkannt, kann diesen aber täuschen. Chief Inspector Kido schwört, den Attentäter zu finden, anderenfalls müsse er Seppuku begehen. Juliana kehrt nach San Francisco zu Frank zurück und erfährt von den Verhören und der Ermordung seiner Schwester. Sie wird von der Kempeitai verhört und wieder laufen gelassen. Sie lernt die Widerständlerin Karen kennen, auf deren Anraten sie sich um eine Arbeit in der japanischen Verwaltung bewirbt. Dort soll sie Informationen für den Widerstand beschaffen. Joe wird nach seiner Rückkehr nach New York zu Obergruppenführer Smith gebracht und muss ihm detailliert über die Vorkommnisse in der Neutralen Zone berichten. Smith ist enttäuscht, weil Joe weder den Film vorweisen kann noch den Mann im Hohen Schloss getötet hat. Trotzdem lädt er Joe zu sich nach Hause ein, um mit ihm und seiner Familie den Tag des Sieges („Veteranentag“) zu feiern. |           |                                   |                       |                  |                               |        |
| 6 | 6         | Der Veteranentag                  | Three Monkeys         | Nelson McCormick | Rob Williams                  | 55 min |
| Juliana erhält den Job in der japanischen Verwaltung und lernt Handelsminister Tagomi kennen. Bei einer Beratung bemerkt sie das verdächtige Verhalten eines seiner Geschäftspartner und offenbart dies anschließend dem Handelsminister, um sein Vertrauen zu erringen. Später entnimmt sie heimlich einen notierten Funkspruch aus einer Ablage mit der Aufschrift „Heuschrecke“. Joe fährt mit Smith zum Flughafen, vorgeblich um Smiths Schwiegermutter abzuholen. Stattdessen treffen sie Oberst Wegener, der ein alter Kriegskamerad von Smith war. Smith lädt ihn dazu ein, ebenfalls mit seiner Familie den Veteranentag zu begehen. Doch er hat vom Inkognito-Aufenthalt Wegeners in den Pazifik-Staaten erfahren und hofft, dass dieser ihn in seine Geheimnisse einweiht. Da dies nicht geschieht, lässt er Wegener schließlich verhaften. Joe blättert heimlich in Smiths Unterlagen mit der Aufschrift „Heuschrecke“, die aber leer sind, und wird dabei von Smith ertappt. |           |                                   |                       |                  |                               |        |
| 7 | 7         | Die Stunde der Wahrheit           | Truth                 | Brad Anderson    | Emma Frost                    | 55 min |
| Smith entlockt Joe die Wahrheit über sein Verhältnis zu Juliana und bietet ihm an, die Sache nicht weiter zu verfolgen, wenn er ihm bei der Beschaffung des nächsten Filmes behilflich ist. Währenddessen wird Robert Childan von einem reichen japanischen Ehepaar zum Abendessen eingeladen. Mit seinen judenfeindlichen Ansichten weckt er bei ihnen jedoch keine Sympathien, so dass sie seine Gegeneinladung ausschlagen. Zuvor entdeckte er bei ihnen eine gefälschte nordamerikanische Antiquität, die Kopie eines Colts. Angestachelt davon bietet er Frank eine Kooperation an, um dem Ehepaar eine weitere Fälschung zu verkaufen, weil dieser Geld für die gemeinsam mit Juliana geplante Flucht in die Neutrale Zone benötigt. Frank willigt ein, den Schmuck Sitting Bulls für Childan zu fälschen und 60 % des Verkaufserlöses dafür zu erhalten. Während ihrer Arbeit bei den Japanern hatte Juliana zufällig entdeckt, dass ihr Stiefvater Arnold eine leitende Position in der Abhörabteilung bekleidet. Er rechtfertigt sich ihr gegenüber, dass er seine Familie damit schützen wollte. Juliana, die sich einbildet, ihre tote Schwester auf dem Markt gesehen zu haben, erfährt von Handelsminister Tagomi den Ort, wo sich deren Leiche befinden soll. Dort findet sie mehrere Massengräber, und in einem davon auch die Leiche ihrer Schwester. |           |                                   |                       |                  |                               |        |
| 8 | 8         | Falsches Spiel                    | End of the World      | Karyn Kusama     | Walon Green                   | 55 min |
| Juliana und Frank planen die Flucht aus San Francisco. Das benötigte Geld erhält Frank von Childan, der die gefälschte Antiquität verkaufen konnte. Obergruppenführer Smith erfährt von Dr. Adler, dass sein Sohn Thomas unheilbar krank ist und deshalb zwangsweise in das Euthanasie-Programm eingewiesen werden müsste. Lemuel Washington trifft in San Francisco ein, wo er gemeinsam mit Karen den nächsten Film erhalten soll. Bei der geplanten Übergabe finden beide nur den ermordeten Boten, jedoch keinen Film. Der Bote wurde von der Yakuza umgebracht und diese ist nun im Besitz des Filmes. Sie bietet ihn Chief Inspector Kido für 150.000 Yen als auch dem Widerstand für 100.000 Yen zum Kauf an. Doch weder Karen noch Lemuel verfügen über derartige finanzielle Mittel. Da kommt Joe ins Spiel, der das Geld über Smith erhält und dem Widerstand für den Film zur Verfügung stellt. Joe macht aber zur Bedingung, dass er das Geld übergibt. Die Geldübergabe in einem Nachtclub verläuft anders als geplant. Die Kempeitai überfallen das Lokal, und die Yakuza kidnappt Juliana und Joe. |           |                                   |                       |                  |                               |        |
| 9 | 9         | Durchkreuzte Pläne                | Kindness              | Michael Slovis   | Jace Richdale                 | 49 min |
| Oberstgruppenführer Heydrich kommt nach New York an, übernimmt den Gefangenen Wegener und erpresst ihn für ein geplantes Attentat auf Hitler. Smith erkennt, dass sein Untergebener Hauptmann Connally für den Mordversuch auf ihn selbst verantwortlich war, und zwar im Auftrag von Heydrich. Smith stößt Connally vom Dach in den Tod. Weil man von Handelsminister Tagomi verlangt, Uranvorkommen in der Neutralen Zone auszubeuten, um eine neue Waffe bauen zu können, wachsen seine Zweifel, ob sein Handeln tatsächlich seinen moralischen Ansprüchen genügt. Mit dem Geld des Widerstandes, 10.000 Yen, wird Juliana von Karen und Lemuel aus den Händen der Yakuza freigekauft. Um auch das Lösegeld für Joe aufzubringen, überredet Juliana ihren Freund Frank dazu, die für die Flucht bestimmten 46.000 Yen einzusetzen. Während der Geldübergabe nimmt Joe die Pistole von Frank und erschießt zwei Yakuza, um den Film zu bekommen, bevor ihnen die Flucht gelingt. Chief Inspector Kido erfährt vom Yakuza-Oberhaupt, dass das Attentat auf den Kronprinzen von einem deutschen Agenten verübt wurde. Joe ist nun im Besitz des Filmes und verspricht Juliana und Frank, ihnen bei der Flucht in die Neutrale Zone behilflich zu sein. Juliana und Frank können sich den Film ansehen und sind schockiert, weil er einen offenbar fiktiven Atombombenabwurf auf San Francisco zeigt – und wie Joe in SS-Uniform Frank und andere Widerstandskämpfer hinrichtet. |           |                                   |                       |                  |                               |        |
| 10 | 10        | Flucht ohne Wiederkehr            | A Way Out             | Daniel Percival  | Rob Williams                  | 60 min |
| Chief Inspector Kido tötet den deutschen Agenten, der für den Tod des Kronprinzen verantwortlich ist. Er vertuscht die Sache jedoch und präsentiert Ed als Schuldigen, nachdem dieser versucht hatte, Franks Waffe zu vernichten. Smith geht mit Heydrich auf die Jagd, wo ihn dieser in seine Pläne einweiht und Smith vor die Wahl stellt, ihm zu folgen oder zu sterben. Smith lehnt ab. In der Zwischenzeit ist Wegener in Hitlers Residenz angekommen, um ihn zu ermorden. Er trifft Hitler dabei an, wie er einen der Filme des Mannes im Hohen Schloss anschaut. Wegener traut sich nicht, Hitler zu erschießen, und begeht Suizid. Heydrich erfährt dies durch ein Telefonat, wird von Smith angeschossen und gefangen genommen. Lemuel und Karen überreden Juliana, Joe in eine Falle zu locken, damit der Widerstand ihn töten und den Film an sich nehmen kann. Doch im letzten Moment vereitelt sie den Plan und verhilft Joe zur Flucht nach Mexiko. Den Film hat er bei sich. Handelsminister Tagomi, der eine Beratung mit den Uran-Minenbesitzern abgesagt hat, meditiert und findet sich in der letzten Szene in einer Alternativwelt wieder, in der die Alliierten den Zweiten Weltkrieg gewonnen haben. |           |                                   |                       |                  |                               |        |

## Kritiken
Deutsch:
- Thomas Andre: Die Vereinigten Nazi-Staaten von Amerika, in: Spiegel online vom 19. Nov. 2015
- Jan Küveler: Als die Nazis die Vereinigten Staaten besetzten, in: Welt vom 22. Nov. 2015
- Sebastian Moll: Wenn Hitler den Krieg gewonnen hätte, in: Berliner Zeitung vom 24. Nov. 2015
- Heide Rampetzreiter: „The Man in the High Castle“: Als die Nazis den Krieg gewannen, in: Die Presse vom 20. Nov. 2015
- Nina Rehfeld: Als die Nazis den Krieg gewonnen hatten, in: Frankfurter Allgemeine Zeitung vom 20. Nov. 2015, auch online
- Philipp Reinartz: Hakenkreuz über Boston, in: Zeit online vom 20. Nov. 2015
- Lars Weisbrod: Ein bisschen anders, in: Die Zeit Nr. 47/2015, auch online

Englisch:
- Noah Berlatsky: The Man in the High Castle: When a Nazi-Run World Isn't So Dystopian, in: The Atlantic vom 22. Jan. 2015
- Mary McNamara: Adaptation of 1962's 'Man in the High Castle' provides timely view of freedom's cost, in: Los Angeles Times vom 20. Nov. 2015
- James Poniewozik: Review: ‘The Man in the High Castle’ Imagines America Ruled by 2 Foreign Powers, in: The New York Times vom 19. Nov. 2015
- Mareen Ryan: TV Review: ‘The Man in the High Castle’, in: Variety vom 18. Nov. 2015
- Sonia Sariya: Visions of a Nazi America: How „The Man in the High Castle“ both sharpens and blurs the lines between „us“ and „them“, in: Salon.com vom 25. Nov. 2015
- Graeme Virtue: The Man In The High Castle: Philip K Dick's chilling counterfactual fantasy comes to TV, in: The Guardian vom 20. Nov. 2015